# Manuel José Alves Barbosa
Manuel José Alves Barbosa (10 de dezembro de 1845 — 1907) foi um militar brasileiro.
Na Marinha do Brasil, onde atingiu o posto de contra-almirante, tomou parte na Guerra do Paraguai.
Foi ministro da Marinha durante o governo de Prudente de Morais.